# Gasr Banat
Gasr Banat o Gasr Isawi es un sitio arqueológico ubicado cerca de Bani Walid en Libia y la ubicación de un antiguo centenarium romano u oppidum elevado. El área también se utiliza como campamento semipermanente para nómadas. Fue estudiado por Graeme Barker en 1984. La evidencia de la cerámica encontrada en el sitio sugiere que la fecha de construcción fue en el siglo III d. C.
El centenario tiene un parecido con uno en Gherait esh-Shergia al norte de Wadi Nefud. Hay un antiguo mausoleo tipo templo que data del mismo período que el centenario en el valle, que contiene una cámara funeraria decorada con peces. También hay restos de una cantera romana y presas en el uadi cercano.
Este centenario en particular se usó con frecuencia durante varios siglos. En torno a este centenario existieron murallas medievales de una antigua construcción que rodeaban el edificio y fueron demolidas por circunstancias naturales o bélicas. Sin embargo, a pesar de los muros caídos, el centenario se mantuvo en bastante buenas condiciones.